# 中华人民共和国公务员

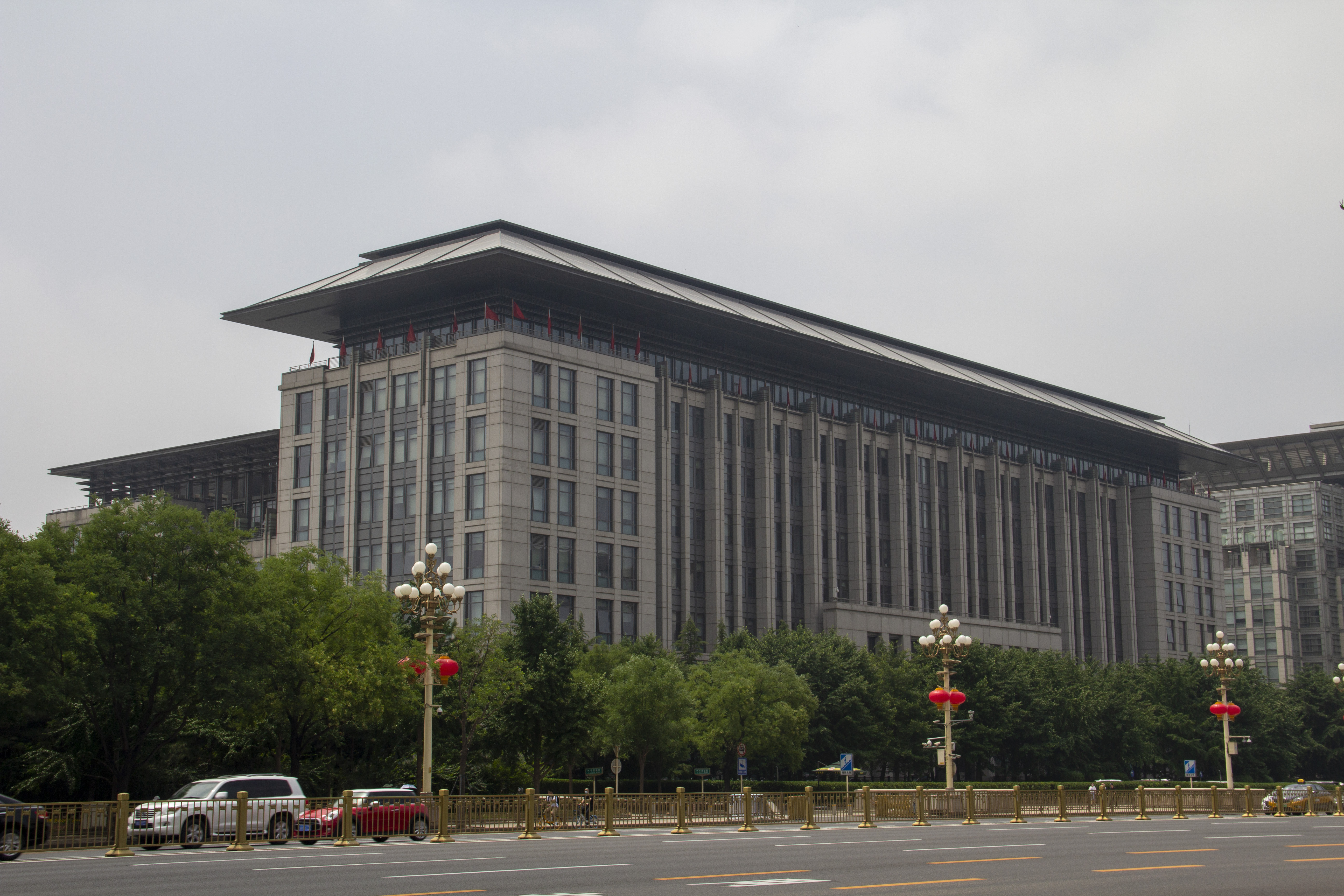
位于北京市西长安街的中共中央组织部（国家公务员局）大楼。

中华人民共和国公务员，简称国家公务员或公务员，根据《中华人民共和国公务员法》第二条之定义是指“依法履行公职、纳入国家行政编制、由国家财政负担工资福利的工作人员”，包括法官、检察官、政协工作人员等非国家行政机关的公职人员。此外，根据《公务员法》第一百零六条，法律、法规授权的具有公共事务管理职能的事业单位中除工勤人员以外的工作人员，经批准参照《公务员法》进行管理。
中华人民共和国的公务员依管理权限由各级党委组织部（政府公务员局）进行管理。公务员管理的全国性机关为中共中央组织部（国家公务员局）。公务员通过国家公务员考试进行录用，并建立相应的升降机制和退出机制。公务员划分为综合管理类、专业技术类和行政执法类等类别。

## 历史
隋朝建立、並隨後被廣泛採用的科舉考試體系，為現代公務員考試的雛形。 
中华人民共和国成立后，长期实行人事干部管理体系。1950年，政务院试行从总理到勤杂工的25级工资制，以小米为计算基础。最高折合人民币358.70元，最低为人民币12.66元，相差28.33倍。1955年，全部人员统一改为30级工资制。北京地区的最低工资为人民币20.88元，最高为人民币649.06元，相差31.1倍。
文化大革命结束后，中国开始平反冤假错案，大批老干部重返领导职位，干部出现年龄老化现象。根据邓小平的指示，选任干部开始注重“年轻化”及“专业化”。
1982年2月，中共中央作出《关于建立老干部退休制度的决定》，规定“担任中央、国家机关部长、副部长，省、市、自治区党委第一书记、书记、省政府省长、副省长，以及省、市、自治区纪律检查委员会和法院、检察院主要负责的干部，正职一般不超过65岁，副职一般不超过60岁。担任司局长一级的干部，一般不超过60岁”。
1987年，中共十三大提出干部人事制度改革，建立国家公务员制度，以改变党政不分、政企不分、政事不分的干部管理模式。1993年8月，国务院签发《国家公务员暂行条例》，开始施行公务员制度，公务员级别分为15级。
1996年，第一届全国“人民满意的公务员”评选表彰活动啟動。
《1998~2003全国党政领导班子建设规划纲要》强调干部年龄梯次配置。“中央、国家机关部委领导班子：由60岁左右、55岁左右、45岁左右的干部组成。领导班子中45岁左右的干部至少要有1名。部委正职中50岁左右的应该有一定数量”。中国正省部级干部的平均年龄，在1978年为63.81岁；到了2003年，正省部级以上领导的平均年龄降到59.40岁。
《中华人民共和国公务员法》由2005年4月27日第十届全国人民代表大会常务委员会第十五次会议通过，2005年4月27日《中华人民共和国主席令》第三十五号公布，2006年1月1日施行；1957年10月23日第一届全国人民代表大会常务委员会批准、1957年10月26日国务院公布的《国务院关于国家行政机关工作人员的奖惩暂行规定》、1993年8月14日国务院公布的《国家公务员暂行条例》同时废止。2007年，人力資源和社會保障部发布的《公务员录用规定（试行）》規定，新錄用公務員年齡不得超過35周歲，硕士研究生和博士研究生可放寬至40周歲。
2008年，中共中央組織部、中華人民共和國人事部聯合下發事部联合下发《公务员奖励规定（试行）》，对有良好表現的公務員授予“人民满意的公务员”、“人民满意的公务员集体”或者“模范公务员”、“模范公务员集体”等荣誉称号。
《中华人民共和国公务员法》根据2017年9月1日第十二届全国人民代表大会常务委员会第二十九次会议《关于修改〈中华人民共和国法官法〉等八部法律的决定》修正。
2018年3月，中共中央印发的《深化党和国家机构改革方案》称，“中央组织部统一管理公务员工作。为更好落实‘党管干部’原则，加强党对公务员队伍的集中统一领导，更好统筹干部管理，建立健全统一规范高效的公务员管理体制，将国家公务员局并入中央组织部。中央组织部对外保留国家公务员局牌子。”“调整后，中央组织部在公务员管理方面的主要职责是，统一管理公务员录用调配、考核奖惩、培训和工资福利等事务，研究拟订公务员管理政策和法律法规草案并组织实施，指导全国公务员队伍建设和绩效管理，负责国家公务员管理国际交流合作等。”“不再保留单设的国家公务员局。”
2018年12月29日，第十三届全国人民代表大会常务委员会第七次会议修改公务员法，取消了公务员“非领导职务”，转为按照4等12级的“职级”进行管理，推行公务员职务与职级并行制度。此外，专业技术类和行政执法类公务员分类管理制度，分别适用《专业技术类公务员分类管理规定（试行）》和《行政执法类公务员分类管理规定（试行）》。
2020年6月20日，《中华人民共和国公职人员政务处分法》发布，該法规定了公职人员的哪些行為屬於违法行为以及會受到什麼处分和处分程序。

## 人数
根据人力资源和社会保障部公布的数据，截至2015年底，中国共有公务员716.7万人，是中国首次披露公务员总数。此人数主要是指国家机关工作人员，即政府系统工作人员，范围是人大、政协、政府、法院、检察院等机关，除工勤外的人员，不包括事业单位工作人员（即教育、医疗卫生、科研、文化等公立部门人员）。
根据国家统计局统计的数据，2008年政府机关人员1328万，事业单位人员2618万，财政供养人员合计为3946万人。2008年以后，国家统计局再没有对财政供养人员总数进行过统计，而2016年中国财政供养人员约5000万人。
从2009年到2015年，全国共录用公务员人数分别为13万余人、18万余人、19万余人、18.8万人、20.4万人、20.24万人、19.4万人。
2023年，全國共有259.77万人通过用人单位资格审查，相比去年增加了50万人，同比增长25%，通过资格审查人数与录用计划数之比约为70：1。

## 类别和级别
中华人民共和国历史上所谓“干部”的行政级别有比较严格的划分，级别一般直接影响待遇，包括工资、分配住房、差旅标准、退休安排等等诸方面。而且原来的行政级别划分并不限于政府职能部门，其他所有国有企业机构和部门都有同样的级别划分，包括国有公司、学校、医院等各行各业，均参照政府部门行政级别。近年来中国政府推行改革，逐渐在非政府部门取消此类行政级别。
中国曾长期实行公务员管理制度，以职务高低决定待遇。但2016年起，中国开始尝试公务员职务与职级并行制度，使职级与待遇挂钩，并在2018年《中华人民共和国公务员法》修改中得以确认。现行公务员法规定，公务员职位类别按照公务员职位的性质、特点和管理需要，划分为综合管理类、专业技术类和行政执法类等类别。

### 公务员职务级别
| 职务级 别代码 | 级别             | 领导职 务层次                                                 | 对应的 综合管理类公务员 职级 | 中央职务范例 （包括党内职务）                                                                                                   | 地方职务范例 （以北京市、福建省为例）                                                                                                  |
| ------------- | ---------------- | ------------------------------------------------------------- | ---------------------------- | --- | --- |
| 01            | 一级             | 国家级正职 （正国级）                                         | 未设置                       | 中共中央总书记 国家主席 全国人大常委会委员长 国务院总理 全国政协主席 中共中央军委主席 国家中央军委主席 中共中央政治局常委       | 不适用 |
| 02            | 二级至四级       | 国家级副职 （副国级）                                         | 未设置                       | 中共中央政治局委员 中共中央书记处书记 国家副主席 国务院副总理 国务委员 国家监察委员会主任 最高人民法院院长 最高人民检察院检察长 | 不适用 |
| 03            | 四级至八级       | 省部级正职 （正部级／正省级）                                 | 未设置                       | 外交部部长 | 北京市人民政府市长 福建省人民政府省长                                                                                                  |
| 04            | 六级至十级       | 省部级副职 （副部级／副省级）                                 | 未设置                       | 外交部副部长 国家林业和草原局局长                                                                                               | 北京市人民政府副市长 福建省人民政府副省长 厦门市人民政府市长 福建省高级人民法院院长                                                    |
| 05            | 八级至十三级     | 厅局级正职 （正局级／正厅级）                                 | 一级巡视员                   | 外交部新闻司司长 国家林业和草原局副局长 教育部离退休干部局局长 厦门海关关长                                                     | 北京市房山区人民政府区长 厦门市人民政府副市长 福州市人民政府市长                                                                       |
| 06            | 十级至十五级     | 副部级机关内设机构、副省级城市机关的司局级正职 （正局副厅级） | 一级巡视员                   | 国家林业和草原局离退休干部局局长                                                                                                | 厦门市教育局局长 |
| 06            | 十级至十五级     | 厅局级副职 （副局级／副厅级）                                 | 二级巡视员                   | 外交部新闻司副司长 教育部离退休干部局副局长 厦门海关副关长                                                                      | 北京市房山区人民政府副区长 福建省教育厅副厅长 福州市人民政府副市长                                                                     |
| 07            | 十一级至十七级   | 副部级机关内设机构、副省级城市机关的司局级副职 （副局正处级） | 二级巡视员                   | 国家林业和草原局离退休干部局副局长                                                                                              | 厦门市教育局副局长 |
| 07            | 十二级至十八级   | 县处级正职 （正处级／正县级）                                 | 一、二级调研员               | 教育部离退休干部局保健处处长 国家林业和草原局离退休干部局保健处处长 厦门海关关税处处长                                          | 北京市房山区阎村镇人民政府镇长 福建省教育厅离退休干部处处长 福州市教育局局长 连江县人民政府县长 厦门市教育局离退休干部处处长           |
| 08            | 十四级至二十级   | 县处级副职 （副处级／副县级）                                 | 三、四级调研员               | 教育部离退休干部局保健处副处长 国家林业和草原局离退休干部局保健处副处长 厦门海关关税处副处长                                    | 北京市房山区阎村镇人民政府副镇长 福建省教育厅离退休干部处副处长 福州市教育局副局长 连江县人民政府副县长 厦门市教育局离退休干部处副处长 |
| 09            | 十六级至二十二级 | 乡科级正职 （正科级／正乡级）                                 | 一、二级主任科员             | 厦门海关关税处关税征管科科长 | 北京市房山区阎村镇司法所所长 福州市教育局离退休干部科科长 连江县教育局局长 连江县蓼沿乡人民政府乡长                                    |
| 10            | 十七级至二十四级 | 乡科级副职 （副科级／副乡级）                                 | 三、四级主任科员             | 厦门海关关税处关税征管科副科长                                                                                                  | 北京市房山区阎村镇司法所副所长 福州市教育局离退休干部科副科长 连江县教育局副局长 连江县蓼沿乡人民政府副乡长                            |
| 11            | 十八级至二十六级 | （“股所级”）                                                  | 一级科员                     | 未设置 | 连江县教育局离退休干部股股长 连江县蓼沿乡财政所所长                                                                                    |
| 11            | 十八级至二十六级 | 未设置                                                        | 一级科员                     | 未设置 | （未担任领导职务） |
| 12            | 十九级至二十七级 | 未设置                                                        | 二级科员                     | 未设置 | （未担任领导职务） |

1. ↑  行政级别原则上与党内职务（如党委委员、党委候补委员等）无关，但是地方官员同时任上一级党委常委的，级别按上一级算，属干部高配。
2. ↑  部分担任国家级副职岗位的领导人也可享受国家级正职的政治待遇。
3. ↑  “党和国家领导人”：系领导职务的最高两个层次国家级正职（正国级）和国家级副职（副国级）合称。
4. ↑  “高级干部”：今制指副部级以上干部，其干部管理权限属于中共中央。解放军和武警部队副军级以上干部也属于高级干部。
5. ↑  副省级市主要机构和官员的行政级别高于地级市半级。副省级市市长为副省部级、副市长为正厅级，市辖区区长为正局级（副厅级）、副区长为“副局正处级”。副部级机关内设机构、副省级城市机关的司局级正职对应十五级至十级；司局级副职对应十七级至十一级。
6. ↑  《中央编办对〈地方各级人民政府机构设置和编制管理条例〉有关问题的答复意见》第2点规定，县级人民政府行政机构可以根据《条例》第十三条规定，设立必要的内设机构；同时，在确定行政机构工作人员的行政级别时，应遵循《公务员法》第十六条的规定。至于县级人民政府行政机构是否设立内设机构，由省级党委、政府决定[20]。
因此，“股所级”是省级地方政府自行划分的层级，不属于法定行政级别或法定公务员职级。

### 党政机关公务员职级
1990年代，中华人民共和国开始推行以实行公务员制为核心的人事制度改革。改革方案提出，公务员按职位分类，有领导职务系列和非领导职务系列之分。不同的职务有不同的年龄限制。到达限制年龄而不能晋升上一级领导职位的，则进入非领导职务系列或转入企事业单位。1993年8月14日，《国家公务员暂行条例》开始实施，国家公务员设置下列非领导职务：
- 巡视员（正厅级）、助理巡视员（副厅级）、调研员（正处级）、助理调研员（副处级）、主任科员（正科级）、副主任科员（副科级）、科员、办事员[22]。

2004年，中华人民共和国国务院将《公务员法》草案提请全国人大常委会审议，推动将行政执法类、专业技术类从综合管理类划分出来，同时考虑将法官、检察官和警察单独归类，实行有区别的管理。2005年4月27日，十届全国人大常委会通过《中华人民共和国公务员法》，继续实行非领导职务制度。由于非领导职务不承担领导职责，因此公务员法规定，非领导职务层次在厅局级以下设置，在省部级以上不设置非领导职务。《公务员法》第十四条规定，公务员职位类别划分为综合管理类、专业技术类和行政执法类、以及国务院根据该法增设的其他职位类别。但其后，专业技术类和行政执法类公务员的非领导职务层次制度长期没有出台。2007年，中组部办公厅、人事部办公厅印发《关于沿用部分特殊非领导职务名称的通知》（组厅字〔2007〕5号），规定：各级地方党委、各级纪检机关及其派驻机构、部分审计机关（审计署机关的业务司、各派出审计局和各特派员办事处的业务处）分别沿用“组织员”“纪律检查员”“审计员”非领导职务名称。根据2005年《中华人民共和国公务员法》及组厅字〔2007〕5号文规定，国家公务员设置下列非领导职务：
- 综合管理类：巡视员（正厅级）、副巡视员（副厅级）、调研员（正处级）、副调研员（副处级）、主任科员（正科级）、副主任科员（副科级）、科员、办事员[24]；
- 专业技术类、行政执法类：未规定[25]；
- 特殊非领导职务名称：
  - 组织员系列：正厅级组织员、副厅级组织员、正处级组织员、副处级组织员、正科级组织员、副科级组织员[27]；
  - 纪律检查员系列：正厅级纪律检查员、副厅级纪律检查员、正处级纪律检查员、副处级纪律检查员、正科级纪律检查员、副科级纪律检查员[27]；
  - 审计员系列：正厅级审计员、副厅级审计员、正处级审计员、副处级审计员、正科级审计员、副科级审计员[27]。

2016年7月，中共中央办公厅、国务院办公厅印发《专业技术类公务员管理规定（试行）》《行政执法类公务员管理规定（试行）》，规定了专业技术类和行政执法类公务员的职务名称。2018年12月29日，十三届全国人大常委会通过了《中华人民共和国公务员法（修订草案）》。根据新修订的公务员法，过去的“非领导职务”表述将成为历史，取而代之的是“职务”与“职级”并行的运行模式，将非领导职务改造为职级，并将原非领导职务层次的8个层级，改为职级的共12个层级。改革后，国家公务员设置下列职级：
| 职级 代码 | 级别             | 综合管理类   | 专业技术类   | 行政执法类     | 对应 行政级别 | 对应 领导职务层次 |
| --------- | ---------------- | ------------ | ------------ | -------------- | ------------- | ----------------- |
| 05        | 十三级至八级     | 一级巡视员   | 一级总监     | 未设置         | 厅局级        | 厅局级正职        |
| 06        | 十五级至十级     | 二级巡视员   | 二级总监     | 督办           | 厅局级        | 厅局级副职        |
| 07        | 十七级至十一级   | 一级调研员   | 一级高级主管 | 一级高级主办   | 县处级        | 县处级正职        |
| 07        | 十八级至十二级   | 二级调研员   | 二级高级主管 | 二级高级主办   | 县处级        | 县处级正职        |
| 08        | 十九级至十三级   | 三级调研员   | 三级高级主管 | 三级高级主办   | 县处级        | 县处级副职        |
| 08        | 二十级至十四级   | 四级调研员   | 四级高级主管 | 四级高级主办   | 县处级        | 县处级副职        |
| 09        | 二十一级至十五级 | 一级主任科员 | 一级主管     | 一级主办       | 乡科级        | 乡科级正职        |
| 09        | 二十二级至十六级 | 二级主任科员 | 二级主管     | 二级主办       | 乡科级        | 乡科级正职        |
| 10        | 二十三级至十七级 | 三级主任科员 | 三级主管     | 三级主办       | 乡科级        | 乡科级副职        |
| 10        | 二十四级至十八级 | 四级主任科员 | 四级主管     | 四级主办       | 乡科级        | 乡科级副职        |
| 11        | 二十六级至十八级 | 一级科员     | 专业技术员   | 一级行政执法员 | 未设置        | 未设置            |
| 12        | 二十七级至十九级 | 二级科员     | 未设置       | 二级行政执法员 | 未设置        | 未设置            |

1. ↑  2019年6月1日《中华人民共和国公务员法（修订草案）》实施后，原有的调研员套转为二级调研员，副调研员套转为四级调研员，主任科员套转为二级主任科员，副主任科员套转为四级主任科员，科员套转为一级科员，办事员套转为二级科员[33]。
2. ↑  《国务院办公厅关于印发机关、事业单位工资制度改革三个实施办法的通知》（国办发〔1993〕85号）规定，“部委管理的国家局工作人员，按下列职务对应关系确定级别工资：局长、副局长、司长、副司长职务分别相当于国务院部委的副部长、司长、副司长、处长；处长及以下职务与国务院部委的相同。职务工资套改按下列标准执行：局长、副局长分别执行国务院部委副部长、司长的职务工资标准，司长、副司长的职务工资标准分别比国务院部委副司长、处长的职务工资标准高一档，处长及以下职务执行国务院部委相同职务的工资标准[35]。”《中央机构编制委员会印发〈关于副省级市若干问题的意见〉的通知》（中编发〔1995〕5号）规定，“（副省级城市）16市直属机关的级别，可比照国办发〔1993〕85号中关于国务院直属机构和部委管理的国家局的机构级别确定，即市直工作部门为副厅级，内设机构为处级。市辖区及其工作部门的级别，可比照市直机关相对应的关系确定；市辖县和代管的县级市的级别仍为处级，其工作部门仍为科级[36]。”
因此，国务院部委管理的国家局（含国务院部委管理的事业单位）、副省级城市在副厅局级与正县处级之间，额外存在“副部級機關內設機構、副省級城市機關的司局級副職”（俗称“副局级正处”、“副局正处级”）一级。上述机关的一级巡视员对应十五级至十级（相当于副厅级）；二级巡视员对应十八级至十二级（相当于副局级正处）[37]。
3. ↑  国家综合性消防救援队伍管理指挥干部属于综合管理类公务员[38]，使用下列职级名称：一级专员（总队级正职，对应正厅级）、二级专员（总队级副职，对应副厅级）、一级督导员（支队级正职，对应正处级）、二级督导员（支队级副职，对应副处级）、一级助理员（大队级正职，对应正科级）、二级助理员（大队级副职，对应副科级）、三级助理员（站级正职，对应一级科员）、四级助理员（站级副职，对应二级科员）[39]。

### 政法机关公务员职级
1982年11月10日，中共中央政法委、中央组织部、劳动人事部、财政部在《关于公安、检察、法院、司法行政系统编制和经费若干问题的联合通知》（政法〔1982〕7号）中明确，“将全国各级公安、检察、法院、司法行政系统编制单列，实行统一领导，中央和省、市、自治区分级管理”。1983年，国家安全机关人民警察从公安机关分出。至此，人民法院、人民检察院、公安机关、国家安全机关、司法行政机关的公务员均使用政法专项编制。
2011年，中共中央组织部、最高人民法院、最高人民检察院印发《法官职务序列设置暂行规定》（中组发〔2011〕18号）、《检察官职务序列设置暂行规定》（中组发〔2011〕19号），明确法官、检察官单独职务序列与综合管理类公务员职务层次的对应关系为：
- 法官等级：二级大法官（省部级副职），一级高级法官（厅局级正职），二级高级法官（厅局级副职），三级高级法官（县处级正职），四级高级法官（县处级副职），一级法官（乡科级正职），二级、三级法官（乡科级副职），四级、五级法官（科员）；
- 检察官等级：二级大检察官（省部级副职），一级高级检察官（厅局级正职），二级高级检察官（厅局级副职），三级高级检察官（县处级正职），四级高级检察官（县处级副职），一级检察官（乡科级正职），二级、三级检察官（乡科级副职），四级、五级检察官（科员）。

但上述规定印发后，由于由于按照该规定确定的法官（检察官）等级会低于2011年以前部分法官（检察官）已评定的等级等原因，在一段时间内未能贯彻落实。2015年，中央组织部等部门相继印发《关于地方各级人民法院、人民检察院实施中组发〔2011〕18、19号文件有关问题的答复意见》（组通字〔2015〕10号）、《关于法官、检察官单独职务序列改革试点方案》，规定员额法官、员额检察官实行单独职务序列，法官等级、检察官等级与行政级别完全脱钩。
2016年，最高人民法院、最高人民检察院、中共中央组织部《法官助理、检察官助理和书记员职务序列改革试点方案》（组通字〔2016〕36号）规定，法官助理、检察官助理等级对应关系为：
- 法官助理等级：一级法官助理（正处级）、二级法官助理（副处级）、三级法官助理（正科级）、四级法官助理（副科级）、五级法官助理（科员）；
- 检察官助理等级：一级检察官助理（正处级）、二级检察官助理（副处级）、三级检察官助理（正科级）、四级检察官助理（副科级）、五级检察官助理（科员）[43]。

2019年5月，中央组织部、最高法、最高检印发《关于法官助理、检察官助理、书记员职级设置管理的通知》，明确检察官助理职级由特级检察官助理至五级检察官助理，与综合管理类公务员二级巡视员至一级科员一一对应，书记员职级由一级高级书记员至六级书记员，与综合管理类公务员一级调研员至二级科员一一对应。职务与职级并行改革后，法院、检察院的行政人员按照综合管理类公务员管理，法官助理、检察官助理、书记员的职级职数可以与本院其他相应层次综合管理类公务员的职级职数按照各自比例统筹核算和使用。改革后，现行对应关系为：
- 法官助理等级：特级法官助理（副厅级），一级高级、二级高级法官助理（正处级），三级高级、四级高级法官助理（副处级），一级、二级法官助理（正科级），三级、四级法官助理（副科级）、五级法官助理（科员）；
- 检察官助理等级：特级检察官助理（副厅级），一级高级、二级高级检察官助理（正处级），三级高级、四级高级检察官助理（副处级），一级、二级检察官助理（正科级），三级、四级检察官助理（副科级）、五级检察官助理（科员）[44]。

| 对应 综合管理类 职级 | 人民警察 执法勤务警员 | 人民警察 警务技术警员 | 法官 单独职务序列 | 检察官 单独职务序列 | 法官助理         | 检察官助理         | 书记员         | 对应 领导职务 层次 |
| -------------------- | --------------------- | --------------------- | ----------------- | ------------------- | ---------------- | ------------------ | -------------- | ------------------ |
| 未设置               | 未设置                | 未设置                | 二级大法官        | 二级大检察官        | 未设置           | 未设置             | 未设置         | 省部级副职         |
| 一级巡视员           | 一级警务专员          | 警务技术 一级总监     | 一级高级法官      | 一级高级检察官      | 未设置           | 未设置             | 未设置         | 厅局级正职         |
| 二级巡视员           | 二级警务专员          | 警务技术 二级总监     | 二级高级法官      | 二级高级检察官      | 特级法官助理     | 特级检察官助理     | 未设置         | 厅局级副职         |
| 一级调研员           | 一级高级警长          | 警务技术 一级主任     | 三级高级法官      | 三级高级检察官      | 一级高级法官助理 | 一级高级检察官助理 | 一级高级书记员 | 县处级正职         |
| 二级调研员           | 二级高级警长          | 警务技术 二级主任     | 三级高级法官      | 三级高级检察官      | 二级高级法官助理 | 二级高级检察官助理 | 二级高级书记员 | 县处级正职         |
| 三级调研员           | 三级高级警长          | 警务技术 三级主任     | 四级高级法官      | 四级高级检察官      | 三级高级法官助理 | 三级高级检察官助理 | 三级高级书记员 | 县处级副职         |
| 四级调研员           | 四级高级警长          | 警务技术 四级主任     | 四级高级法官      | 四级高级检察官      | 四级高级法官助理 | 四级高级检察官助理 | 四级高级书记员 | 县处级副职         |
| 一级主任科员         | 一级警长              | 警务技术 一级主管     | 一级法官          | 一级检察官          | 一级法官助理     | 一级检察官助理     | 一级书记员     | 乡科级正职         |
| 二级主任科员         | 二级警长              | 警务技术 二级主管     | 一级法官          | 一级检察官          | 二级法官助理     | 二级检察官助理     | 二级书记员     | 乡科级正职         |
| 三级主任科员         | 三级警长              | 警务技术 三级主管     | 二级法官          | 二级检察官          | 三级法官助理     | 三级检察官助理     | 三级书记员     | 乡科级副职         |
| 四级主任科员         | 四级警长              | 警务技术 四级主管     | 三级法官          | 三级检察官          | 四级法官助理     | 四级检察官助理     | 四级书记员     | 乡科级副职         |
| 一级科员             | 一级警员              | 警务技术员            | 四级法官          | 四级检察官          | 五级法官助理     | 五级检察官助理     | 五级书记员     |                    |
| 一级科员             | 一级警员              | 警务技术员            | 五级法官          | 五级检察官          | 五级法官助理     | 五级检察官助理     | 五级书记员     |                    |
| 二级科员             | 二级警员              | 未设置                | 未设置            | 未设置              | 未设置           | 未设置             | 六级书记员     |                    |

1. ↑  属行政执法类公务员。
2. ↑  属专业技术类公务员。
3. 1 2  关于“单独职务序列”：
  - 《中华人民共和国公务员法释义》指出，“（由于）我国已经制定了法官法和检察官法……对法官、检察官不作职位分类上的调整”。因此，法官、检察官单独职务序列是独立于法律明定的综合管理类、行政执法类、专业技术类以外的单独类别公务员[45]。
  - 另外，此表所列法官等级、检察官等级与行政级别的对应关系，只反映2016年时各级法院、检察院司法改革时由行政级别套改为单独职务序列时的对应关系[41]。根据司法改革的相关规定，改革后，法官、检察官入额后的单独职务序列与公务员的行政职务序列没有一一对应关系[42]。
4. 1 2 3  法院、检察院人员分为员额法官（员额检察官）类、法官助理（检察官助理）与书记员类、综合管理类、司法警察执法勤务警员类四个序列。使用政法专项编制、已经进行公务员登记的法官助理、检察官助理、书记员，虽不属于综合管理类公务员，但原则上也按照综合管理类公务员进行管理[44]。（注：聘用制法官助理、聘用制检察官助理、聘用制书记员不属于国家公务员，不适用此表）
5. ↑  《人民法院书记员管理办法》第十五条规定，“各级人民法院书记员的最高职级配备为：最高人民法院书记员的职级最高配备为正处级。高级人民法院书记员的职级最高配备为副处级。中级人民法院书记员的职级最高配备为正科级。基层人民法院书记员的职级最高配备为副科级。直辖市、副省级城市的中级人民法院和基层人民法院部分书记员的职级配备可以略高于本条第四、五款的规定。”
6. 1 2 3 4  《新录用公务员任职定级规定》（中组发〔2019〕10号）第四条第一项规定，直接从各类学校毕业生中录用、没有工作经历的：高中和中专毕业生，任命为二级科员或者相当层次职级（2019年以前称“办事员”）；大学专科、本科毕业生，任命为一级科员或者相当层次职级[46]。《中华人民共和国法官法》第十二条、《中华人民共和国检察官法》第十二条及《关于招录人民法院法官助理、人民检察院检察官助理的意见》（组通字〔2015〕46号）均规定，担任法官、检察官、法官助理、检察官助理必须至少具备普通高等学校本科学历，并获得相应学位[47][48][43]。因此，法官、检察官单独职务序列及法官助理、检察官助理职级在二级科员层次上未对应设置等级（职级）。

### 特殊类别公务员衔级制度
国家根据人民警察以及海关、驻外外交机构、消防救援机构公务员的工作特点，设置与其职务相对应的衔级。

## 学历学位与级别评定
根据中共中央组织部颁布的《新录用公务员任职定级规定》（中组发〔2019〕10号），直接从各类学校毕业生中录用的、没有工作经历的公务员初任职务及级别如下：
- 高中和中专毕业生，任命为二级科员、二级行政执法员或者相当层次职级，定为二十七级；
- 大学专科毕业生，任命为一级科员、专业技术员、一级行政执法员或者相当层次职级，定为二十六级：
- 大学本科毕业生、获得双学士学位的大学本科毕业生（含学制为六年以上的大学本科毕业生）、研究生班毕业和未获得硕士学位的研究生，任命为一级科员、专业技术员、一级行政执法员或者相当层次职级，定为二十五级；
- 获得硕士学位的研究生，任命为四级主任科员、四级主管、四级主办或者相当层次职级，定为二十四级；
- 获得博士学位的研究生，任命为二级主任科员、二级主管、二级主办或者相当层次职级，定为二十二级。